# Edelburga z Faremoutiers
Edelburga z Faremoutiers (zm. 7 lipca 664) – anglosaska księżniczka i zakonnica. Święta Kościoła katolickiego. 
Była córką króla Anny, władcy Wschodniej Anglii. Jej rodzina odznaczała się żarliwą religijnością. Jej brat Jurmin oraz cztery siostry (Seksburga, Edeltruda, Witburga i Setryda) zostali kanonizowani.
Edelburga wraz z przyrodnią siostrą Setrydą (była córką jej matki z pierwszego małżeństwa) udały się do klasztoru Faremoutiers w państwie Franków. Obie zostały tam zakonnicami. Setryda objęła tam funkcję ksieni po śmierci jego założycielki i dotychczasowej przełożonej - świętej Fary. Po jej śmierci Edelburga zastąpiła ją w funkcji przełożonej. 
Jako ksieni zleciła budowę kościoła pod wezwaniem Dwunastu Apostołów, w którym została pochowana po śmierci w 664 roku. Kościół ten pozostał niedokończony. Siedem lat później, w 671 r., wspólnota Faremoutiers przeniosła jej ciało do kościoła Saint-Étienne. Zwłoki Edelburgi okazały się nienaruszone.